# Тарън Еджъртън
Тарън Дейвид Еджъртън (на английски: Taron David Egerton) (роден на 10 ноември 1989 г.) е британски актьор.
Най-известен е с ролите си на Егси във филмите „Kingsman: Тайните служби“ (2014) и „Kingsman: Златният кръг“ (2017), и на Елтън Джон в мюзикъла „Рокетмен“ (2019).

## Избрана филмография
- Kingsman: Тайните служби (2014)
- Легенда (2015)
- Ела, изпей! (2016)
- Еди Орела (2016)
- Kingsman: Златният кръг (2017)
- Робин Худ: Началото (2018)
- Клуб за момчета милиардери (2018)
- Рокетмен (2019)
- Ела, изпей! 2 (2021)